# برست، بلاروس
برست، بلاروس (به بلاروسی: Брэст Brest) در بلاروس با جمعیت ۳۱۰٬۸۰۰ نفر است که در ناحیه برست واقع شده‌است.